# グランドジャンプPREMIUM
『グランドジャンプPREMIUM』（グランドジャンププレミアム、GRAND JUMP PREMIUM）は、かつて集英社が発行していた日本の隔月刊青年漫画雑誌。2011年12月21日創刊、2018年10月31日休刊。偶数月第4水曜日に発売されていた。略称は「GJP」など。

## 概要
『ビジネスジャンプ』 (BJ) と『スーパージャンプ』 (SJ) の後継誌として、『グランドジャンプ』（GJ）とともに2011年12月21日創刊（2012年1月30日増刊号）。GJの増刊として発行され、創刊編集長はSJの編集長であった中村泰造が務めた。
月刊誌として創刊され、発売日は当初「毎月22日頃」であったが、2012年8月発売号（VOL.9）はお盆休みの関係でGJ本誌創刊19号が第4水曜日の8月22日発売となったことに伴い、1週間遅らせて8月29日に発売された。2012年9月発売号（VOL.10）より第4水曜日発売となった。
2014年1月22日発売号（VOL.26、2014年1月30日増刊号）から2号分の発売を休止し、同年4月23日発売号（同年4月30日増刊号）より新装刊が行なわれた。同号より『GJP』としての通巻号数表記を行なわなくなり、月号表記を用いて（実売月の翌月表記で）「2014年5月号」となった。また、創刊号から無線綴じであったものが平綴じに改められた。
2014年6月25日発売号（2014年7月号）以降は、偶数月第4水曜日のみ発売の隔月刊ペースに。また、休刊した『ジャンプ改』 (JX) の一部連載作品の受け皿となっていた。
2018年10月31日発売号（2018年11月号）をもって刊行を停止し、『グランドジャンプむちゃ』（2018年12月26日創刊、偶数月第4水曜日発売）としてリニューアル。連載作品は同誌と『グランドジャンプめちゃ』（2017年11月29日創刊、奇数月第4水曜日発売）に引き継がれた。

## 歴代編集長
1. 中村泰造：2012年VOL.1（2012年1月30日増刊号、創刊号） - 2013年VOL.20（2013年8月30日増刊号）
2. 藤江健司：2013年VOL.21（2013年9月30日増刊号） - 2018年11月号（2018年10月31日発売号）

## 連載作品
- デフォルトでの表示順は連載開始順とし、さらに開始号が同じ作品については掲載順とした。
- ソート時の便宜のため「見出し用の行」をデータに混在させている。この見出し行は昇順ソート時にのみ正確に働く。また昇順ソート時であっても末尾に移動した行はそのソート条件では意味を持たない。
- 開始号・終了号については発行年数と号数を「.」で区切って示す。
  - 例：2012年VOL.1 → 2012.01、2014年5月号 → 2014.05[注 3]
- 略称 - 本誌：グランドジャンプ、Web連載：グランドジャンプweb、SJ：スーパージャンプ、BJ：ビジネスジャンプ、めちゃ：グランドジャンプめちゃ、むちゃ：グランドジャンプむちゃ
- 〈原作者など〉の行は、特筆されない限り原作担当

|  | 見出し（非データ） |

|      | 作品名                                                                  | 作者（作画）                | 原作者など                            | 開始号   | 終了号   | 注記                                                        |
| ---- | ----------------------------------------------------------------------- | --------------------------- | ------------------------------------- | -------- | -------- | ----------------------------------------------------------- |
| 0    | Ｚ                                                                      | Ｚ                          | 創刊号（2012年VOL.1）                 | 2012.00  | 2012.00  | Ｚ                                                          |
| 01   | ファウスト                                                              | 里見桂                      | 瀧椿（シナリオ協力）                  | 2012.01  | 2014.02  |                                                             |
| 02   | 王様の仕立て屋 〜サルトリア・ナポレターナ〜                             | 大河原遁                    | 片瀬平太 （原案協力・監修）           | 2012.01  | 2013.15  | 「王様の仕立て屋〜サルト・フィニート〜」 の続編 →本誌に移籍 |
| 03   | 臏 〜孫子異伝〜                                                         | 星野浩字                    | －                                    | 2012.01  | 2013.15  | ←SJからの移籍 →本誌に移籍                                   |
| 04   | もし高校野球の女子マネージャーが ドラッカーの『マネジメント』を読んだら | 椿あす（漫画）              | 岩崎夏海                              | 2012.01  | 2012.10  | ←SJからの移籍 Web移籍予定のまま長期中断                     |
| 05   | シンバシノミコ                                                          | 光永康則                    | －                                    | 2012.01  | 2012.06  | ←BJからの移籍                                               |
| 06   | Oui Chef!                                                               | こばやしひよこ（漫画）      | 城アラキ                              | 2012.01  | 2012.04  | ←『まんぷくジャンプ』からの移籍                             |
| 07   | Dr.DMAT〜瓦礫の下のヒポクラテス〜                                       | 菊池昭夫（漫画）            | 高野洋                                | 2012.01  | 2013.21  | ←SJからの移籍 →本誌に移籍                                   |
| 08   | 君と僕のアシアト 〜タイムトラベル春日研究所〜                           | よしづきくみち              | －                                    | 2012.01  | 2012.07  | ←SJからの移籍                                               |
| 09   | ちゃりこちんぷい                                                        | 玉置勉強（漫画）            | 坂井音太                              | 2012.01  | 2013.18  | ←SJからの移籍 Web移籍予定のまま長期中断                     |
| 10   | 江戸川乱歩異人館                                                        | 山口譲司                    | 江戸川乱歩 全集（光文社）より         | 2012.01  | 2013.14  | ←BJからの移籍 →本誌に移籍                                   |
| 11   | 白衣のカノジョ                                                          | 日坂水柯                    | －                                    | 2012.01  | 2014.11  | ←BJからの移籍 →本誌に移籍                                   |
| 12   | 地獄のアリス                                                            | 松本次郎                    | －                                    | 2012.01  | 2014.02  | ←SJからの移籍                                               |
| 13   | ごっこ                                                                  | 小路啓之                    | －                                    | 2012.01  | 2012.10  | ←SJからの移籍                                               |
| 14   | 君のナイフ                                                              | 小手川ゆあ                  | －                                    | 2012.01  | 2013.17  | ←SJからの移籍                                               |
| 14.5 | Ｚ                                                                      | Ｚ                          | 2012年（VOL.2以降）                   | 2012.015 | 2012.015 | Ｚ                                                          |
| 15   | いねむり先生                                                            | 能條純一（漫画）            | 伊集院静                              | 2012.02  | 2014.02  |                                                             |
| 16   | サイド・キック〜猟犬探偵〜                                              | 谷口ジロー                  | 稲見一良（作）                        | 2012.02  | 2012.11  | 「猟犬探偵」シリーズの継続                                  |
| 17   | どうもおすすめできません                                                | 三宅乱丈                    | －                                    | 2012.02  | 2014.02  |                                                             |
| 18   | アマイタマシイ 〜懐かし横丁洋菓子伝説〜                                 | 杉本亜未                    | －                                    | 2012.03  | 2013.23  | 「第1部完」                                                 |
| 19   | IVAN［イヴァン］                                                        | 黄嘉偉                      | －                                    | 2012.07  | 2013.17  |                                                             |
| 20   | いこいのそどむ                                                          | 北村游児                    | －                                    | 2012.07  | 2013.14  | 「美少女いんぱら!」の続編 →本誌に移籍                       |
| 21   | だんしんぐ!!                                                            | ぷらぱ                      | －                                    | 2012.07  | 2014.02  |                                                             |
| 22   | ゲニウス・ロキ                                                          | ancou                       | －                                    | 2012.08  | 2014.02  |                                                             |
| 23   | モンテ・クリスト                                                        | 熊谷カズヒロ                | アレクサンドル・デュマ 『巌窟王』より | 2012.11  | 2015.09  |                                                             |
| 24   | 村上もとかと歩く欧州・アジア260日の旅                                   | 村上もとか                  | －                                    | 2012.11  | 2015.05  | イラストコラム                                              |
| 24.5 | Ｚ                                                                      | Ｚ                          | 2013年                                | 2013.00  | 2013.00  | Ｚ                                                          |
| 25   | 妖怪博士の明治怪奇教授録                                                | たなかかなこ                | －                                    | 2013.14  | 2014.02  |                                                             |
| 26   | インサイダー                                                            | ともぞ                      | 呉屋真（シナリオ） 山崎正文（協力）   | 2013.15  | 2014.02  | ←本誌からの移籍 →Web連載に移籍                              |
| 27   | ハイリコ HYPER RECOGNIZER                                               | 箸井地図                    | 坂本光陽                              | 2013.15  | 2014.01  |                                                             |
| 28   | エゴコロ♥トイロ                                                         | 林崎文博                    | －                                    | 2013.17  | 2016.07  |                                                             |
| 29   | 擬態かのじょ                                                            | 咲良                        | －                                    | 2013.18  | 2014.02  |                                                             |
| 30   | らぶかるま                                                              | こしばてつや                | －                                    | 2013.18  | 2014.11  |                                                             |
| 31   | 僕は僕より友達が多い僕の彼女が心配!                                     | 袴田めら                    | －                                    | 2013.19  | 2014.02  | →Web連載に移籍                                              |
| 32   | カラスヤサトシの健康キッチン                                            | カラスヤサトシ              | －                                    | 2013.20  | 2014.02  |                                                             |
| 33   | 口入屋兇次                                                              | 岡田屋鉄蔵                  | －                                    | 2013.21  | 2014.07  | 隔月連載 →本誌に移籍                                        |
| 34   | ロボットのモモちゃん                                                    | よしだもろへ                | －                                    | 2013.22  | 2015.11  |                                                             |
| 34.5 | Ｚ                                                                      | Ｚ                          | 2014年                                | 2014.00  | 2014.00  | Ｚ                                                          |
| 35   | IDOROLL                                                                 | 筒井大志                    | －                                    | 2014.05  | 2014.11  | 「第1シリーズ完」                                           |
| 36   | しあわせゴハン                                                          | 魚乃目三太                  | －                                    | 2014.05  | 2014.09  | →本誌に移籍                                                 |
| 37   | スティグマタ -聖痕捜査-                                                 | 高橋秀武                    | －                                    | 2014.05  | 2015.01  |                                                             |
| 38   | パト★ラッシュ! 〜移動交番車・桃園ハナ巡査の日常〜                       | 磯本つよし（漫画）          | 根本ノンジ                            | 2014.05  | 2016.01  |                                                             |
| 39   | フードンビ                                                              | 栗原正尚                    | －                                    | 2014.05  | 2016.01  |                                                             |
| 40   | マギの贈り物                                                            | よしづきくみち              | －                                    | 2014.05  | 2015.01  |                                                             |
| 41   | 地獄先生ぬ〜べ〜NEO                                                     | 岡野剛（漫画）              | 真倉翔                                | 2014.06  | 2014.07  | 「地獄先生ぬ〜べ〜」の続編 →本誌に移籍                      |
| 42   | ヒット・ガール 海猫は眠らない                                           | 山本和令（漫画）            | 春日光広                              | 2014.06  | 2014.09  | 短期集中連載                                                |
| 43   | 霊媒師いずな Ascension                                                  | 岡野剛（漫画）              | 真倉翔                                | 2014.09  | 2018.11  | ←本誌からの移籍                                             |
| 44   | DIVER -組対潜入班-                                                      | 大沢俊太郎                  | －                                    | 2014.11  | 2015.03  | 短期集中連載                                                |
| 45   | ダウト                                                                  | 立沢克美                    | 桑田真澄（監修）                      | 2014.11  | 2015.03  | 短期集中連載                                                |
| 44.5 | Ｚ                                                                      | Ｚ                          | 2015年                                | 2015.00  | 2015.00  | Ｚ                                                          |
| 46   | IPPO                                                                    | えすとえむ                  | －                                    | 2015.01  | 2017.03  | ←『JX』からの移籍                                           |
| 47   | 南紀の台所                                                              | 元町夏央                    | －                                    | 2015.01  | 2016.09  | ←『JX』からの移籍                                           |
| 48   | 眠らぬ虎                                                                | 千葉きよかず（漫画）        | 村上もとか                            | 2015.01  | 2015.11  |                                                             |
| 49   | でちゃう!                                                               | 春輝                        | －                                    | 2015.09  | 2017.07  |                                                             |
| 50   | もっこり半兵衛                                                          | 徳弘正也                    | －                                    | 2015.11  | 2016.03  | 短期集中連載 その後、不定期掲載                             |
| 50.5 | Ｚ                                                                      | Ｚ                          | 2016年                                | 2016.00  | 2016.00  | Ｚ                                                          |
| 51   | バーテンダー à Tokyo                                                    | 加治佐修（作画）            | 城アラキ                              | 2016.01  | 2016.07  | ←本誌からの移籍                                             |
| 52   | そしてボクは外道マンになる                                              | 平松伸二                    | －                                    | 2016.05  | 2017.11  | →本誌に移籍                                                 |
| 53   | LICENSE                                                                 | 小手川ゆあ                  | －                                    | 2016.07  | －       | ←本誌からの移籍 →少年ジャンプ+に移籍                        |
| 54   | バーテンダー6stp                                                        | 加治佐修（作画）            | 城アラキ                              | 2016.09  | 2018.11  | 「バーテンダー」シリーズの続編 →むちゃに移籍                |
| 54.5 | Ｚ                                                                      | Ｚ                          | 2017年                                | 2017.00  | 2017.00  | Ｚ                                                          |
| 55   | ザ・ナニワ金融道                                                        | 青木雄二プロダクション      | －                                    | 2017.01  | 2017.07  | 「ナニワ金融道」シリーズの続編 →本誌に移籍                  |
| 56   | からふね -眠狂四郎異聞-                                                 | 崗田屋愉一（漫画）          | 柴田錬三郎                            | 2017.03  | 2018.11  |                                                             |
| 57   | あをによし、それもよし                                                  | 石川ローズ                  | －                                    | 2017.07  | 2018.11  | →むちゃに移籍                                               |
| 58   | ここは今から倫理です。                                                  | 雨瀬シオリ                  | －                                    | 2017.07  | 2018.11  | →むちゃに移籍                                               |
| 59   | 三十歳バツイチ無職、酒場はじめます。                                    | トリバタケハルノブ （漫画） | 久部緑郎                              | 2017.07  | 2018.11  |                                                             |
| 60   | ヒーローめし                                                            | 石田敦子                    | －                                    | 2017.07  | 2018.11  | →むちゃに移籍                                               |
| 61   | 新・監査役野崎修平                                                      | 能田茂（漫画）              | 周良貨                                | 2017.11  | 2018.11  | 「監査役野崎修平」の続編                                    |
| 61.5 | Ｚ                                                                      | Ｚ                          | 2018年                                | 2018.00  | 2018.00  | Ｚ                                                          |
| 62   | エロスの種子                                                            | もんでんあきこ              | －                                    | 2018.01  | 2018.11  | →めちゃに移籍                                               |
| 63   | 私のHな履歴書みてください                                               | 春輝                        | －                                    | 2018.01  | 2018.11  | →めちゃ・むちゃに移籍                                       |
| 64   | いつかモテるかな                                                        | よしたに                    | －                                    | 2018.01  | 2018.07  | ←本誌からの移籍                                             |
| 65   | ソラモリ                                                                | 千葉きよかず（漫画）        | 村上もとか                            | 2018.02  | 2018.11  | →むちゃに移籍                                               |
| 66   | HOTELIER‐ホテリエ‐                                                      | 川口幸範（漫画）            | 城アラキ                              | 2018.09  | 2018.11  | →むちゃに移籍                                               |
| 67   | 棄老島百鬼 キロートーヒャッキ                                           | 方月春仁                    | －                                    | 2018.09  | 2018.11  | →むちゃに移籍                                               |
| 999  | Ｚ                                                                      | Ｚ                          | 刊行停止                              | 5000.00  | 5000.00  | Ｚ                                                          |

## 映像化作品
| 作品   | 公開年 | 制作   | 備考 |
| ------ | ------ | ------ | ---- |
| ごっこ | 2018年 | 楽映舎 |      |

## グランドジャンプめちゃ
『グランドジャンプめちゃ』は、集英社が発行する日本の隔月刊漫画雑誌。2017年11月29日創刊。奇数月第4水曜日に発売。略称は「めちゃ」。

### 歴史・特徴
『グランドジャンプ』と『めちゃコミック』がコラボレートして編集。黒澤Rの『金魚妻』、もんでんあきこの『エロスの種子』が『めちゃコミック』にて反響を得たことにより、2017年11月29日に創刊される。本誌に掲載された作品は、『めちゃコミック』でも配信が行われている。
「セクシー系」の作品を中心に掲載している。

### 連載中作品
2025年4月号（2025年3月26日）現在
- Ada〜逆襲の女たち〜（原作：とらふぐ、漫画：小田原愛）：2024年2月号 -
- 慰謝料狩り（きづきあきら＋サトウナンキ）：2023年10月号 -
- エロスの種子（もんでんあきこ）
- 奥田の細道（相葉キョウコ）：2024年6月号[8] -
- 金魚妻（黒澤R）
- セックス依存症になりました。（津島隆太）
- だってワタシは悪くない（原作：とらふぐ、漫画：高村しづ）：2023年10月号 -
- ねがいあい〜ハジメテ同士のはじらい遊戯〜（クロセイム）：2023年12月号 -
- 来世ではちゃんとします（いつまちゃん）
- 私と相性良い人、いませんか？（春輝）：2025年4月号[9] - ※むちゃめちゃ横断連載[9]
- 私のHな履歴書みてください（春輝）

### 連載作品
- ASKアスク（原作：新堂冬樹、漫画：東西）
- AV女優はじめます。（原作：kiseki、漫画：好秋文緒）
- クローゼット〜知らないあなたとしたい〜（あいそえる）：2021年12月号 - 2023年10月号
- シたい、酔いのせいに。（咲良将司）：2023年2月号 - 2024年10月号
- 職業：女〜元アイドル27歳、枕営業も限界なのでパパ婚活します〜（大久保ニュー+ふめいちゃん）： - 2023年6月号
- 白咲いちごは断れない（優月心菜）： - 2023年2月号
- スワイプ（原作：渡辺ありさ、漫画：東西）：2023年6月号 - 2024年8月号
- 恋愛無罪-愛を誓ったはずだよね？-（きづきあきら＋サトウナンキ）
- ヤングケアラー みえない私（相葉キョウコ）：2023年4月号 -

### 映像化作品
| 作品                   | 放送年 | 制作    | 備考 |
| ---------------------- | ------ | ------- | ---- |
| ここは今から倫理です。 | 2021年 | NHK総合 |      |

## グランドジャンプむちゃ
『グランドジャンプむちゃ』は、集英社が発行する日本の隔月刊漫画雑誌。2018年12月26日創刊。偶数月第4水曜日に発売。略称は「むちゃ」。王道の作品が掲載されている。

### 歴史
『グランドジャンプPREMIUM』をリニューアルし、同誌の後継誌として『グランドジャンプむちゃ』を2018年12月26日に創刊。

### 連載中作品
2025年5月号（2025年4月23日）現在
- 奥田の細道（相葉キョウコ）：2024年7月号[12] - ※むちゃめちゃ横断連載[12]
- 喫茶牢獄（日本橋ヨヲコ）：2025年3月号[13] -
- 機動戦士ガンダム ラストホライズン（原作：矢立肇・富野由悠季、シナリオ：吉野弘幸、漫画：寺田ケンイチ）：2022年5月号[14] -
- ここは今から倫理です。（雨瀬シオリ）
- ココハ家族ガキエル町（神崎裕也）：2025年5月号[15] -
- Xinobiシノビ−乱世のアウトローたち−（藤堂裕）：2023年9月号 -
- 女子高生除霊師アカネ！（大武政夫）：2023年11月号[16] - ←『グランドジャンプ』から移籍[16]
- 制裁学園（栗原正尚）：2020年3月号[17] -
- 先生、僕たちがついてます！（寅尾あかまる）※シリーズ読切
- もっこり半兵衛（徳弘正也）※不定期掲載、めちゃコミック独占先行配信連載[18]
- 嫁がくる！（原作：光永康則、漫画：saku）：2025年5月号[15] -
- 来世ではちゃんとします（いつまちゃん）※3誌横断連載[19]
- 私と相性良い人、いませんか？（春輝）：2025年5月号[15] - ※むちゃめちゃ横断連載[15]
- 私のHな履歴書みてください（春輝）※むちゃめちゃ横断連載[19]

### 連載作品
- 一緒に暮らしていいですか?（流石景）：2023年3月号 - 2023年11月号→『グランドジャンプ』へ移籍[20]
- インペリアルバスケット（水溜祐介）：2021年9月号[21] - 2023年7月号
- エイハブ（猿渡哲也）：2022年7月号[22] - 2023年3月号 ※集中連載[22]
- EX-ARM EXA エクスアームエクサ（原作：HiRock、漫画：古味慎也）：2019年9月号[23] - 2021年3月号
- 課長！ダイエットのお時間です！（サザレイシヤチヨ）：2022年1月号 - 2022年11月号→『グランドジャンプ』へ移籍[24]
- キャプテン2（原作：ちばあきお、コージィ城倉）：2019年5月号[25] - 2021年5月号[26]→『グランドジャンプ』へ移籍[26]
- これってハラスメントですか？（原作：はやかわけんじ、漫画：Hyuga）：2024年9月号[27] - 2025年3月号→『グランドジャンプ』へ移籍[28]
- シャブ刑事-警視庁違法薬物撲滅課-（小幡文生）：2021年5月号[26] - 2021年11月号→『イヌノサバキ 警視庁違法薬物撲滅課』に改題して『グランドジャンプ』へ移籍[29]
- スペコン〜年収1000万以上の男しか眼中にない女と20代美女しか興味ない男〜（星野スミ）：2022年7月号[22] - 2024年3月号[30]
- すんどめ!! ミルキーウェイ ANOTHER END（ふなつかずき）：2020年3月号[31] - 2021年1月号
- 青春お父さん（藤末さくら）：2020年1月号[32] -
- 他人の弁護は蜜の味（原作：入江謙三、漫画：藤崎聖人）：2023年1月号 - 2024年5月号[33]
- パラダイス〜楽園のこちら側〜（原作：木村和久、漫画：さいとうしげき）：2022年11月号[34] - 2023年3月号 ※集中連載[34]
- 万能会社員菅田くん（山田しいた）：2021年11月号[35] - 2024年1月号
- ヒポクラテスの怒り（藪崎可奈子）：2021年11月号[35] - 2023年9月号[36]
- フールズ（皿池篤志）：2019年1月号[37] - →『となりのヤングジャンプ』へ移籍[38]
- 別世界のキラキラ同期がエッチなイラストを描いている（saku）：2021年7月号[39] - 2023年11月号
- ミリオンダラーディガー（落合更起）：2019年1月号[5] - →『グランドジャンプ』へ移籍[40]
- ヤングケアラーみえない私（相葉キョウコ）：2023年5月号 - ※むちゃめちゃ横断連載[19]
- レッドムーダン（園沙那絵）：2021年11月号[35] - 2022年5月号→『グランドジャンプ』へ移籍[41]

### 映像化作品
| 作品   | 配信年 | 制作                               | 備考 |
| ------ | ------ | ---------------------------------- | ---- |
| 金魚妻 | 2022年 | フジクリエイティブコーポレーション |      |